# 杜瑗
杜瑗（327年—410年），东晋軍事人物。字道言。交趾郡朱䳒县人。
杜瑗一族在其祖父杜元时移住交趾。杜瑗在交州出仕，历任日南郡太守、九德郡太守、交趾郡太守。
太元五年（380年），九真郡太守李遜反晋起兵。太元六年（381年），杜瑗率军击败叛軍，斬杀李遜。于是升任龍驤将軍。隆安三年（399年），林邑范胡達攻打交州，包围州城。杜瑗第三子杜玄之全力固守，击退林邑軍。追击时，夺回九真郡、日南郡，范胡達逃到林邑，杜玄之才返回。杜瑗担任龍驤将軍、交州刺史。元興三年（404年），进号冠軍将軍。卢循占据广州，派遣使者修好，杜瑗将使者斬杀。
義熙六年（410年），去世。享年八十四岁。追贈右将軍。

## 子
- 第三子：杜玄之
- 第五子：杜慧度
- 杜慧期（交趾郡太守）
- 杜章民（九真郡太守）